# ما ثیدا
ما ثیدا (برمه‌ای: မသီတာ؛ متولد ۲ سپتامبر ۱۹۶۶) جراح، نویسنده، فعال حقوق بشر و زندانی سابق عقیدتی اهل میانمار است. او با نام مستعار «سوراگامیکا» به معنای «مسافر شجاع» آثار خود را منتشر کرده است. در میانمار، ثیدا به عنوان یک روشنفکر پیشرو شناخته می‌شود که کتاب‌هایش به وضعیت سیاسی کشور می‌پردازد. او سردبیر مجله ماهانه جوانان و یک هفته‌نامه برمه‌ای بوده و همچنین به عنوان جراح در بیمارستان رایگان مسلمانان که خدمات رایگان به فقرا ارائه می‌دهد، فعالیت کرده است. او در سال ۲۰۱۶ جایزه «ایجادگر صلح» را از بنیاد کتابخانه واسلاو هاول دریافت کرد.

## زندگی و آثار
ما ثیدا در اوایل دهه ۱۹۸۰ در رشته پزشکی تحصیل کرد و مدرک جراحی گرفت، همچنین از جوانی به نویسندگی پرداخت. او گفته است: «می‌خواستم نویسنده شوم چون می‌خواستم آنچه را در اطرافم می‌بینم، مثل فقر، با دیگران به اشتراک بگذارم.» علاقه او به مراقبت‌های بهداشتی پس از بیماری در کودکی شکل گرفت.
در اکتبر ۱۹۹۳، او به ۲۰ سال زندان در زندان اینسین به اتهام «به خطر انداختن صلح عمومی، برقراری ارتباط با سازمان‌های غیرقانونی و توزیع ادبیات غیرقانونی» محکوم شد. در واقع، او از آنگ سان سو چی، برنده جایزه نوبل و بنیانگذار حزب اصلی اپوزیسیون در برمه، حمایت فعال می‌کرد. او نزدیک به شش سال در شرایط نامناسب و اغلب در سلول انفرادی زندانی بود و در این مدت به سل مبتلا شد بدون آنکه دسترسی مناسبی به مراقبت‌های پزشکی داشته باشد. در این مدت چندین جایزه بین‌المللی حقوق بشر از جمله جایزه حقوق بشر ریبوک (۱۹۹۶) و جایزه آزادی نوشتن پن/باربارا گلداسمیت (۱۹۹۶) به او اهدا شد. ما ثیدا گفته است: «اگر مدیتیشن ویپاسانا (مراقبه بودایی) نبود، نمی‌توانستم بر مشکلات بی‌شماری که در زندان با آن‌ها روبرو شدم، غلبه کنم.» در سال ۱۹۹۹، او پس از پنج سال، شش ماه و شش روز زندان، به «دلایل بشردوستانه» آزاد شد. آزادی او نتیجه وخامت وضعیت سلامتی، افزایش فشارهای سیاسی و تلاش سازمان‌های حقوق بشری مانند عفو بین‌الملل و انجمن جهانی قلم بود. او بعدها ریاست پن میانمار را بر عهده گرفت.
از سال ۲۰۰۸ تا ۲۰۱۰، او به عنوان پژوهشگر پروژه نویسندگان بین‌المللی در دانشگاه براون و پژوهشگر مؤسسه مطالعات پیشرفته ردکلیف در دانشگاه هاروارد در ایالات متحده زندگی کرد.
اولین کتاب او با عنوان «آفتابگردان» فقط در سال ۱۹۹۹ در برمه منتشر شد، چرا که در اوایل دهه ۱۹۹۰ انتشار بین‌المللی آن ممنوع شده بود. این کتاب استدلال می‌کند که مردم برمه انتظارات زیادی از سو چی، نماد دموکراسی دارند که او را به «زندان تشویق‌ها» تبدیل کرده است. کتاب «نقشه راه» (۲۰۱۲) داستانی تخیلی بر اساس وقایع سیاسی برمه از ۱۹۸۸ تا ۲۰۰۹ است. کتاب «سانچونگ، اینسین، هاروارد» به زبان میانماری یک زندگینامه خودنوشت است که همان‌طور از عنوانش پیداست، دربارهٔ زندگی اولیه او در سانچونگ، زندان در اینسین و دوران اقامت در ایالات متحده است.
در ژوئیه ۲۰۱۶، ترجمه انگلیسی خاطرات زندان او با عنوان «زندانی عقیده: گام‌های من در اینسین» توسط انتشارات سیلکورم در تایلند منتشر شد.
او در سال ۲۰۱۶ جایزه «ایجادگر صلح» را از بنیاد کتابخانه واسلاو هاول برای ارزش‌های بشردوستانه و تحمل آزار و اذیت ناعادلانه به خاطر باورهایش دریافت کرد. در همان سال، او در هشتاد و دومین کنگره بین‌المللی پن در گالیسیا، اسپانیا به هیئت مدیره پن بین‌الملل انتخاب شد.